# Amy (film 2015)
Amy è un documentario del 2015 diretto da Asif Kapadia sulla vita della cantante Amy Winehouse, morta a soli 27 anni per abuso di alcol dopo una lunga astinenza.
Il film, che ha vinto l'Oscar al miglior documentario, comprende anche video ed interviste inedite alla cantautrice britannica, insieme ad alcuni brani inascoltati.

## Trama
Un'adolescente Amy Winehouse comprende per la prima volta di avere abbastanza talento da poter lavorare come musicista: il documentario riprende alcuni momenti clou, quali la firma del contratto con la casa discografica Island Records, la gestione della carriera insieme ad alcuni amici d'infanzia, la ricerca e lo studio come cantante jazz, per riempire un vuoto che rendeva la musica di quegli anni totalmente lontana dal suo modo di concepire quest'arte. Pubblicato il suo album d'esordio Frank e ottenuti dei riconoscimenti in patria, Amy ha difficoltà nel creare un nuovo album, ma soprattutto risente di gravi problemi personali, che affondano le loro radici in un'infanzia travagliata, afflitta sia dal non aver mai superato il divorzio fra i suoi genitori, sia dalla bulimia.
In questo contesto l'artista conosce il suo futuro marito Blake ma, che questi ne fosse o meno concausa,  Amy cade in un baratro di depressione ed eccessi, finché non riesce a catalizzare le sue energie sulla composizione di un secondo album, Back to Black. Composto con la collaborazione di produttori con cui non aveva lavorato precedentemente, tra cui Mark Ronson, Amy crea un lavoro che si ispira proprio alla sua vita recente: l'amore naufragato ed il suo rifiuto di lasciarsi aiutare nel superare i suoi problemi con l'alcol. Tale rifiuto viene mostrato come originato dal rapporto con suo padre: l'uomo non ritiene che Amy necessiti di riabilitazione, e la ragazza pende completamente dalle sue labbra.
Quando viene pubblicato il singolo Rehab, che riprende esplicitamente proprio tale "no", ottiene immediatamente un successo enorme: Amy si ritrova di colpo ad essere una celebrità globale, Blake torna da lei, gli impegni lavorativi si moltiplicano e fan e paparazzi le stanno sempre di più addosso. L'influenza di Blake acuisce inoltre i problemi di Amy con l'alcol e l'uomo in più la inizia al mondo della droga: se dall'esterno possono sembrare una coppia rampante e felice, all'interno l'abuso di sostanze stupefacenti crea una situazione sempre più difficile, che peggiora in seguito al loro matrimonio. La riabilitazione di coppia aiuta poco: i collaboratori di Amy temono anzi che il marito la saboti intenzionalmente perché teme che una Amy lucida non resterebbe più con lui.
L'album viene pubblicato e ottiene un successo rilevante, vince premi notevoli come 5 Grammy Awards e ottiene l'approvazione dell'idolo di Amy Tony Bennett, tuttavia i problemi privati della cantante continuano e i media si accaniscono contro di lei. A peggiorare la situazione è l'arresto di suo marito per crimini a cui lei sembra non essere legata, tuttavia i paparazzi la perseguitano sempre di più, al punto che l'artista si ritrova a doversi confinare su un'isola insieme a suo padre e la sua troupe per avere un po' di pace: proprio suo padre porta tuttavia con sé fotografi e cameraman. La casa discografica pretende che l'artista si disintossichi completamente appena prima dei Grammy, tuttavia subito dopo Amy precipita di nuovo nel baratro di alcol e droghe, riprendendosi soltanto quando Tony Bennett vuole incidere un duetto con lei.
Superato il periodo di Back to Black e archiviato l'amore con Blake, per un periodo Amy sembra tornata in sé: sta bene, vuole scrivere un terzo album, ma l'apparente benessere è cancellato quando si scopre che eccessi e bulimia hanno compromesso irrimediabilmente la sua salute e che ubriacarsi di nuovo potrebbe portarla alla morte. L'artista torna ad essere richiesta per dei concerti, ma proprio in questa occasione manda tutto all'aria, torna a bere e si rifiuta addirittura di cantare, causando l'annullamento del tour. Alla vigilia del matrimonio di Nick Shymansky, amico d'infanzia e suo primo manager, Amy viene ritrovata morta: il suo cuore non ha retto alla sua ultima ubriacatura. Neanche l'affetto dei suoi migliori amici ha potuto salvarla dagli eccessi.

## Produzione
Nel 2012 Universal Music ha avuto l'idea di produrre un documentario su Amy Winehouse; successivamente è stato scelto Asif Kapadia come regista.
Il budget è stato di 3,4 milioni di dollari.

## Promozione
Il primo teaser trailer è stato diffuso il 2 aprile 2015.

## Distribuzione
La pellicola è stata proiettata al Festival di Cannes 2015 nella sezione Proiezioni speciali.
Il documentario è stato distribuito nelle sale cinematografiche britanniche a partire dal 3 luglio 2015, mentre in Italia è rimasto in sala per soli tre giorni: 15, 16 e 17 settembre dello stesso anno.

## Accoglienza

### Incassi
Il film ha incassato 23,7 milioni di dollari in tutto il mondo.

### Critica
Sull'aggregatore Rotten Tomatoes il film riceve il 95% delle recensioni professionali positive con un voto medio di 8,4 su 10 basato su 222 critiche, mentre su Metacritic ottiene un punteggio di 85 su 100 basato su 42 critiche.

## Riconoscimenti
- 2016 - Premio Oscar[11][12]
  - Miglior documentario
- 2015 - Festival di Cannes
  - Candidato per la Queer Palm
  - Candidato per il Golden Eye al miglior documentario
- 2016 - British Academy Film Awards[13]
  - Miglior documentario
- 2015 - British Independent Film Awards
  - Candidato per il miglior film
  - Candidato per il miglior regista a Asif Kapadia
  - Candidato per la miglior produzione
  - Candidato per il miglior contributo tecnico (montaggio)
  - Candidato per il miglior documentario
- 2015 - National Board of Review Awards[14]
  - Miglior documentario
- 2016 - Satellite Award[15][16]
  - Miglior documentario
- 2015 - European Film Awards[17]
  - Miglior documentario
- 2015 - Critics' Choice Movie Award[18][19]
  - Miglior documentario
- 2015 - Hollywood Film Awards[20]
  - Miglior documentario
- 2015 - Los Angeles Film Critics Association[21]
  - Miglior documentario
- 2015 - New York Film Critics Online Awards[21]
  - Miglior documentario
- 2015 - Boston Society of Film Critics[22]
  - Miglior documentario
- 2015 - Boston Film Critics Online Awards[23]
  - Miglior documentario
- 2015 - Washington D.C. Area Film Critics Association Awards[24][25]
  - Miglior documentario
- 2015 - Edinburgh International Film Festival
  - Candidato per l'Audience Award
  - Candidato per il miglior documentario
- 2015 - Online Film Critics Society[26]
  - Candidatura per il miglior documentario
- 2015 - NAACP Image Award[27]
  - Candidatura per il miglior documentario
- 2015 - San Francisco Film Critics Circle[28]
  - Candidatura per il miglior documentario
- 2015 - Phoenix Critics Circle Awards[29]
  - Miglior documentario
  - Candidatura per il miglior musical
- 2015 - Southeastern Film Critics Association Awards[30]
  - Candidatura per il miglior documentario
- 2015 - Chicago Film Critics Association[31]
  - Candidatura per il miglior documentario
- 2015 - Las Vegas Film Critics Society[32]
  - Candidatura per il miglior documentario
- 2016 - American Cinema Editors[33]
  - Miglior montaggio in un documentario
- 2016 - Evening Standard British Film Awards
  - Miglior documentario
- 2016 - MTV Movie Awards[34][35]
  - Miglior documentario
- 2016 - Producers Guild Awards[36]
  - Miglior documentario

## Casi mediatici
La famiglia della cantante si dissocia dal documentario e ne prende le distanze. La madre della Winehouse dichiara che la pellicola «è fuorviante e contiene delle bugie: le testimonianze sono state raccolte a partire da un campione molto ristretto di conoscenti e amici di Amy, molti dei quali non hanno nemmeno preso parte agli ultimi anni della sua vita», mentre il padre della cantante dichiara: «La prima volta che l'ho visto sono stato male. Amy stessa sarebbe andata su tutte le furie: non lo avrebbe mai voluto».